# Земгано, Игорь Фёдорович
Игорь Фёдорович Земгано (наст. фам. Юцевич; 17 июня 1903, Санкт-Петербург — 12 января 1967, Одесса) — советский режиссёр театра и кино. Заслуженный артист Украинской ССР (1952).

## Биография
Родился в 1903 году в Санкт-Петербурге, настоящая фамилия — Юцевич. Сын художника-мозаичиста Императорского Мозаического отделения при Императорской Академии художеств Фёдора Антоновича Юцевича, старший брат художника кино И. Ф. Юцевича.
В 1922—1925 годах учился в Киевской консерватории.
В 1928 году окончил режиссёрский факультет Одесского кинотехникума.
До 1941 года работал режиссёром в театрах Харькова, Ленинграда (Новый театр, 1936—1937), Одессы.
В 1941—1946 и 1958—1960 годах — режиссёр Киевской киностудии художественных фильмов.
В 1946—1951 гг. преподавал в Киевском театральном институте.
В 1947—1957 годах — главный режиссер Государственного театра музыкальной комедии УССР в Киеве. 

Стремление вести театр по пути смелых творческих исканий характеризует деятельность главного режиссера И. Земгано. К числу лучших его постановок по праву могут быть отнесены «Огоньки», «Свадьба в Малиновке», отчасти и «Красная калина» (последняя посвящена трехсотлетию воссоединения Украины с Россией). Все эти постановки отличаются чёткостью режиссёрского замысла, правдивостью сценических характеристик.— журнал «Советская музыка», 1954 год
В 1952 году присвоено звание «Заслуженный артист Украинской ССР».
Умер в 1967 году в Одессе.

## Фильмография
Режиссёр художественных фильмов:
- 1942 — Боевой киносборник № 11, новелла «Пауки» — второй режиссёр
- 1945 — Украинские мелодии (фильм-концерт)
- 1946 — Центр нападения
- 1958 — Сватанье на Гончаровке
- 1960 — Обыкновенная история